# Yvonne Cherrie
Yvonne Cherrie (conocida en el ambiente artístico como Monalisa, 19 de agosto de 1981) es una actriz tanzana.

## Biografía
En 2010 ganó el premio a la mejor actriz en el Festival Internacional de Cine de Zanzíbar y fue nominada en 2011 e los Nigeria Entertainment Awards en la categoría de actriz panafricana del año. Es reconocida como una de las mejores actrices pioneras de la industria cinematográfica de Tanzania.
Cherrie es la creadora de la fundación Act With Monalisa, que se centra en orientar y apoyar a las jóvenes tanzanas en sus carreras en los medios y en ofrecerles una plataforma para mostrar su talento, y es la directora del Festival de Cine y Artes de la Mujer Africana (AWAFFEST). Ha participado en cerca de cuarenta producciones cinematográficas en su país y ha aparecido en series de televisión y obras de teatro desde finales de la década de 1990.

## Filmografía

### Televisión
| Año       | Título         | Papel    | Notas |
| --------- | -------------- | -------- | ----- |
| 1998      | Mambo Hayo     | Monalisa |       |
| 2013-2015 | Siri Ya Mtungi | Lulu     |       |

### Teatro
| Año       | Título                   | Notas |
| --------- | ------------------------ | ----- |
| 2000-2001 | The Government Inspector |       |
| 2002      | Zawadi Ya Ushindi        |       |
| 2003      | The Song Of Lawino       |       |
| 2003      | Don't Dress For Dinner   |       |
| 2003      | Kiu                      |       |
| 2003      | A Man of the people      |       |

### Cine
| Año  | Título               | Papel               |
| ---- | -------------------- | ------------------- |
| 2002 | Girlfriend           | Tumpale             |
| 2003 | Sabrina              | Sabrina             |
| 2004 | Dilemma              |                     |
| 2006 | She Is My Sister     | Rose                |
| 2007 | Kwa Heshima Ya Penzi | Miranda             |
| 2007 | Chanzo Ni Mama       |                     |
| 2008 | Binti Nusa part 1    | Malaika             |
| 2008 | Kaburi Moja          |                     |
| 2008 | Behind The Scenes    | Carey               |
| 2009 | Jeraha La Ndoa       | Rehema              |
| 2009 | Wrong Number         |                     |
| 2009 | Cellular             |                     |
| 2010 | Binti Nusa 2& 3      | Malaika             |
| 2010 | Black Sunday         | Sharon              |
| 2010 | Payback              | Rebecca             |
| 2010 | Maza House           |                     |
| 2011 | 38 Weeks             |                     |
| 2011 | Pastor Myamba        | Sarah               |
| 2012 | Tell Me The Truth    |                     |
| 2012 | Chai Moto            |                     |
| 2012 | Uyoga                |                     |
| 2012 | Ujinga Wangu         | Ritha               |
| 2013 | Dakika Ya Mwisho     |                     |
| 2013 | Five Girls           |                     |
| 2013 | In Between           |                     |
| 2013 | Sistahili Kusamehewa |                     |
| 2013 | Mwisho Wa Siku       |                     |
| 2013 | Hidden Treasure      |                     |
| 2013 | Daladala             |                     |
| 2014 | Damian               | Monalisa            |
| 2014 | Bana Congo           |                     |
| 2014 | Network              | Detective Elizabeth |
| 2015 | Umuhimu Wako         |                     |
| 2016 | Daddy's Wedding      |                     |